# 인천해양과학고등학교
인천해양과학고등학교(仁川海洋科學高等學校)는 대한민국 인천광역시 연수구 옥련동에 있는 공립 고등학교이다.

## 학교 연혁
- 1926년 4월 1일 : 용호도공립수산보습학교 인가
- 1926년 6월 16일 : 용호도공립수산보습학교 개교
- 1951년 9월 1일 : 용호도공립수산고등학교로 교명 변경
- 1953년 6월 20일 : 피난학교로 인천시 중구 북성동 1가 4번지 임시교사에서 개교
- 1954년 5월 31일 : 인천시 남구 도화동 137번지에 교사 신축 이전
- 1954년 10월 11일 : 경기수산고등학교로 교명 변경
- 1962년 11월 30일 : 인천시 중구 북성동 1가 6번지에 교사 신축 이전
- 1979년 10월 30일 : 학칙 변경으로 어업, 기관과 1학급씩 증설, 4개과 18학급 인가 편성
- 1982년 3월 1일 : 인천수산고등학교로 교명 변경
- 1988년 10월 15일 : 인천시 연수구 옥련동 194-86번지에 현교사 신축 이전
- 1995년 2월 28일 : 냉동공조과 실습동 18교실 중 12교실 증축
- 1997년 3월 1일 : 인천해양과학고등학교로 교명 변경
- 2019년 3월 1일 : 학칙개정(2019.3.1.시행) 정보해양과를 항해사관과로, 식품가공과를 식품외식산업과로, 동력기계과를 기관시스템과로, 냉동기계과를 에너지시스템과로 과명변경 (2019학년 신입생부터 순차적으로 적용)
- 2024년 1월 10일 : 제92회 졸업식(159명, 졸업생 총 15,739명)
- 2024년 3월 1일 : 항해사관과->해양경찰과(파일럿코스), 기관시스템과->해양경찰과(엔지니어코스), 스마트융합공조과->해군부사관과 로 과명변경(2024학년 신입생부터 적용)
- 2024년 3월 4일 : 입학식 139명
- 2024년 9월 1일 : 제25대 김형진 교장 취임

## 설치 학과
- 항해사관과
- 식품외식산업과
- 에너지시스템과
- 기관시스템과
- 스마트융합공조과
- 해양생명과학과
- 해군부사관과
- 해양경찰학과(파일럿코스)
- 해양경찰학과(엔지니어코스)

## 참고 자료
- 인천해양과학고등학교 - 한국교육학술정보원 학교알리미